# 白川村立白川小学校馬狩分校
白川村立白川小学校馬狩分校 （しらかわそんりつ　しらかわしょうがっこう　まがりぶんこう）は、かつて岐阜県大野郡白川村に存在した公立小学校の分校。

## 概要
- 白川小学校[注釈 1]の分校であり、馬狩地区に存在した。1972年に集団離村により住民がいなくなったため、1973年廃校。

## 沿革
馬狩地区は周囲は山に囲まれた地区であり、冬場は積雪が3ｍを越える豪雪地帯である。時期は不明だが、早くから信称寺に未認可の冬季分教場が存在した。
- 1939年（昭和14年）10月 - 白川尋常高等小学校馬狩冬季分教場として正式認可[注釈 3]。校舎を新築する。
- 1941年（昭和16年）4月1日 - 白川国民学校馬狩冬季分教場に改称する。
- 1947年（昭和22年）4月1日 - 白川村立白川小中学校馬狩冬季分校に改称する。
- 1948年（昭和23年）3月 - 中学校の授業を廃止。白川村立白川小学校馬狩冬季分校とし小学校1～4年の児童が通学。
- 1952年（昭和27年） - 常設の分校となり、白川村立白川小学校馬狩分校となる。1～4年の児童が通学。
- 1960年（昭和35年） - 冬季の中学校の授業を再開。小学校1～4年生は通年通学とし、小学校5・6年と中学生は冬季のみの通学となる。
- 1961年（昭和36年）11月 - 校舎を改築（木造2階建）する。
- 1973年（昭和48年）3月31日 - 廃校。廃校時の児童数は1名。